# Vadim Delaunay
Pour les articles homonymes, voir Delaunay.
Vadim Nikolaïevitch Delaunay (en russe : Вадим Николаевич Делоне), né le 22 décembre 1947 à Moscou et mort le 13 juin 1983 à Paris, est un poète et dissident russe.

## Biographie
Vadim Delaunay est né dans une famille franco-russe. Son grand-père, Boris Delaunay, est un mathématicien renommé, auteur notamment de la triangulation de Delaunay.

Le 1er septembre 1967, Vadim est condamné à 1 an de prison avec sursis, pour sa participation à la manifestation sur la place Pouchkine avec Boukovski et Kouschev contre l'arrestation de Galanskov, Dobrovolski et Laschkova.

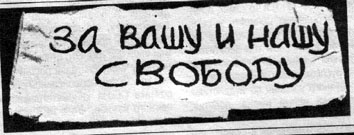
L'un des slogans de la manifestation de soutien au Printemps de Prague : За вашу и нашу свободу, Pour votre liberté et la nôtre.

Vadim Delaunay participe à la manifestation du 25 août 1968 sur la Place Rouge, contre l'écrasement du Printemps de Prague, lors de l'invasion de la Tchécoslovaquie par les troupes du Pacte de Varsovie, ce qui conduit à son arrestation.
Son avocate, Sofia Kallistratova (en), le défend en affirmant qu'il n'y a rien de criminel dans les actes de Vadim Delaunay. Il est toutefois condamné à 2 ans et 10 mois de prison, de même que Vladimir Dremliuga à trois ans, prolongés encore de 3 ans dans le camp. Konstantine Babitskï est condamné a trois ans d'exil intérieur; Larissa Bogoraz et Pavel Litvinov à 4 ans d'exil intérieur. Natalia Gorbanevskaia et Victor Fainberg sont internés à l'asile psychiatrique. Ils étaient huit en tout.
Le 3 janvier 1973 à Moscou, lors d'une enquête sur la Chronique des évènements en cours, sa femme Irina Belogorodskaïa-Delaunay est arrêtée. Ensuite, elle est graciée avant le jugement. 
En 1975, il émigre avec sa femme, Irina Belogorodskaïa, en France, où il meurt le 13 juin 1983 d'une attaque du cœur.